# A második világháború hadigazdálkodása
| Hadiipari termelés, db             | Szövetségesek | Tengelyhatalmak |
| ---------------------------------- | ------------- | --------------- |
| Harckocsik és páncélozott járművek | 227 235       | 52 345          |
| Tüzérségi lövegek                  | 914 682       | 180 141         |
| Aknavetők                          | 657 318       | 100 000+        |
| Géppuskák                          | 4 744 484     | 1 058 863       |
| Katonai teherautók                 | 3 060 354     | 594 859         |
| Hadirepülőgépek, összesen          | 633 072       | 208 908         |
| * Vadászgépek                      | 212 459       | 90 684          |
| * Csatarepülők                     | 37 549        | 12 539          |
| * Bombázók                         | 153 615       | 35 415          |
| * Felderítő gépek                  | 7885          | 13 033          |
| * Szállítórepülőgépek              | 43 045        | 5657            |
| * Kiképző repülőgépek              | 93 578        | 28 516          |
| Hadiflotta összesen                | 2588          | 1461            |
| * Repülőgéphordozók                | 155           | 16              |
| * Csatahajók                       | 13            | 7               |
| * Cirkálók                         | 82            | 15              |
| * Rombolók                         | 814           | 86              |
| * Konvojkísérők                    | 1102          | -               |
| * Tengeralattjárók                 | 422           | 1337            |
| Kereskedelmi flotta, BRT           | 33 993 230    | 5 000 000+      |

A második világháború hadi gazdálkodása döntő hatással volt az egész konfliktus végső kimenetelére. A szövetségesek gazdasági erőforrásai elméletileg és potenciálisan messze meghaladták a tengelyhatalmakét. Németország és Japán ezért külön-külön is abban gondolkodtak, hogy megosztják ellenfeleiket, valamint gyors és döntő csapásokkal, villámháború révén katonai győzelmet aratnak, mielőtt még az ellenség teljes stratégiai-gazdasági ereje érvényre juthatna. Amikor ez nem sikerült, végső vereségük már csak idő kérdésévé vált, de a hosszú harc még óriási emberi és anyagi áldozatokat követelt.
Az első világháború világossá tette a későbbi potenciális hadviselő felek számára, hogy egy 20. századi háborúban döntő jelentősége van a gazdasági felkészülésnek. A várható háború gazdasági következményeivel a leendő hadviselő felek alapvetően mindannyian tisztában voltak, a felkészülésben azonban Németország és Japán mégis messze az élen járt.

## A nemzetgazdaságok jelentősége a második világháborúban
A széles értelemben vett hadigazdálkodás, azaz a hadviseléshez szükséges nemzeti erőforrások megléte és azok mozgósítása döntő jelentőségű volt a második világháborúban. Ebben az összefüggésben az erőforrások közé értendők nem csak a nyersanyagok és az ipari létesítmények, hanem a pénzügyi eszközök és különösképpen az emberi tényező, a munkaképes lakosság, annak egészsége és képzettsége, valamint a tudományos-technikai háttér.
A második világháborút ebből a szempontból két szakaszra lehet osztani. Az első szakaszban, amely a hadszínterektől függően 1941 végéig, 1942 elejéig tartott, még nagyobb szerepet játszott az addig elért közvetlen felkészültség az ellenségeskedések megindítására, a megtévesztés, a meglepetés, a gyorsaság, az erők koncentrációja a jól kiválasztott célokra, általában a hadművészet, a katonai tradíciók, a harci szellem. Ebben a szakaszban Németország és Japán képes volt súlyos vereségeket mérni a náluk gazdaságilag jóval erősebb ellenfelekre is. Azonban itt sem volt lényegtelen a gazdasági háttér, hiszen az tette egyáltalán lehetővé a tengelyhatalmak felkészülését az első csapásokra. Viszont végső soron tisztán katonai szempontból sem tudták kihasználni első sikereiket, és harctéri vereségek állították meg előretörésüket Moszkvánál és másutt, még azelőtt, hogy a szövetségesek gazdasági fölénye kibontakozhatott volna.
A háború 1942-ben kezdődő második szakaszában fokozatosan érvényre jutottak a gazdasági tényezők. A tengelyhatalmak korai eredményei szétfoszlottak, a hadszíntereken lassan egyensúly alakult ki, és megkezdődött az erőforrásokat „égető” küzdelem, (gyakran anyagháborúnak is nevezték, de a fegyverzetek mellett ez elsősorban a harcosok tömegeit őrölte fel). A katonai erények fokozatosan és viszonylagosan háttérbe szorultak a bruttó nemzeti termék és a lakosság adatai mögött. A háború végére a gazdasági tényezők meghatározóvá váltak.

## A háború előtti erőviszonyok
1938-ban az angol-francia szövetség a gyarmataikkal együtt csaknem 700 milliós lakosságot, a világ akkori lakosságának egyharmadát számlálta. Összterületük 47,6 millió km² volt. A tengelyhatalmak (Németország Ausztriával, Olaszország, Japán) ekkor a kisebb olasz és japán gyarmatokkal 260 milliós lakosságot és 6 millió km²-et mondhattak magukénak. Japán ekkor már hadban állt Kínával, amelynek területe és lakossága 3-szor illetve 5-ször volt nagyobb Japánénál. A gyarmatok nélkül azonban Anglia és Franciaország csak a tengelyhatalmak felét tette ki lakosságban, 60%-át területben, 70%-át GDP-ben.

## Az erőviszonyok változása a háború során

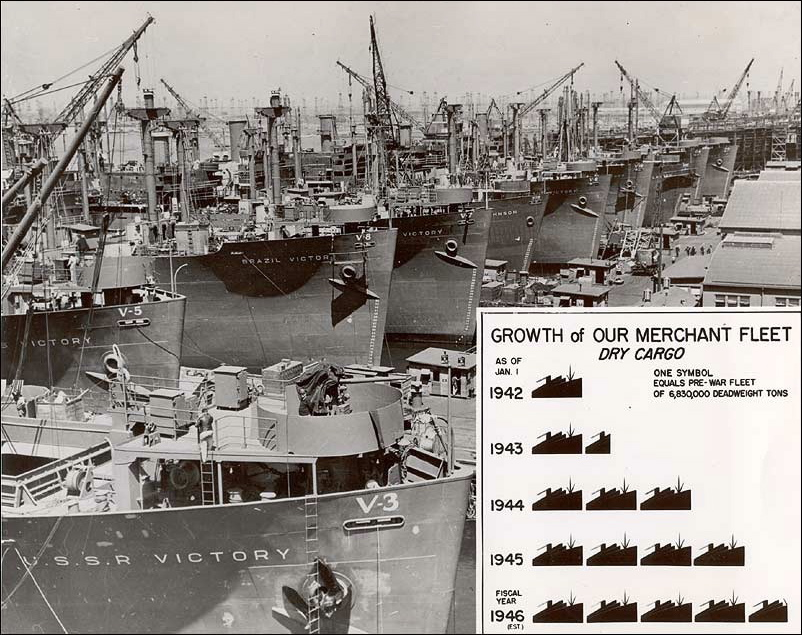
Victory típusú teherhajók sorozatgyártása Kaliforniában 1944-ben. A táblázatban (1945. május 20-i adatok) egy jel megfelel a háború előtti, szárazárut szállító kereskedelmi flotta nagyságának. Az 1946-os adat előrejelzés volt.

A háború kezdete után gyorsan változtak az erőviszonyok. 1938 és 1942 között a tengelyhatalmakhoz csatlakozott Finnország, Magyarország és Románia, (együtt 28,5 milliós lakosság) a szövetségesekhez viszont az Egyesült Államok és a Szovjetunió (együtt 300 milliós lakosság). Kína is a szövetségesek közé lépett, bár harci értéke csekély volt, nem utolsósorban a belső polgárháború miatt. A tengelyhatalmak azonban ez idő alatt az uralmuk alá hajtottak 260 millió főt a szövetségesek háború előtti lakosságából, és további 90 milliót a korábban semleges országokból illetve a gyarmatokról. Számukra ez volt a háború egyik fő stratégiai célja: mindegyikük az érdekszférájának kiterjesztésétől remélte az gazdasági önállóságának, önellátásának biztosítását.
1942-re a tengelyhatalmak elérték háborús terjeszkedésük csúcsát. Azonban szervezési nehézségek, valamint a passzív és aktív ellenállás miatt távolról sem sikerült úgy bekapcsolni a meghódított területek minden erőforrását háborús erőfeszítéseikbe, ahogy azt tervezték. Ugyanakkor a szövetségesek gazdasági mozgósítása egyre inkább előrehaladt, főleg az Egyesült Államokban, ahol a GDP 1938 és 1944 között csaknem megduplázódott. A Szovjetunió óriási 1941-es és 1942-es veszteségei ellenére stabilizálta helyzetét és felfuttatta hadiiparát. Ennek dacára a gazdasági erőviszonyok a keleti fronton maradtak a legveszélyesebbek a szövetségesek számára. Németország sokáig katonai erőforrásainak túlnyomó részét ide tudta irányítani.
1943-ban Olaszország kiesett a tengelyhatalmak közül. A megszállt Franciaország termelése évről évre csökkent. 1944-ben pedig a német és a japán gazdaság is végleg lejtőre került.
A nyugati szövetségesek számára igen kedvező volt, hogy fennmaradtak globális gazdasági kapcsolataik, míg az európai tengelyhatalmak csak a befolyásuk alatt lévő európai semleges országokkal folytathattak külkereskedelmet, ami egy 70 milliós, 150 milliárd dollár GDP-vel rendelkező piacot jelentett. Ennek csaknem kétszerese volt a szövetségesek számára rendelkezésre álló kereskedelmi lehetőség a semleges Írországtól a Latin-Amerikáig.
A katonaság, az élőerő terén is érvényesültek nagyságbeli különbségek. 1944-re az öt nagyhatalom összesen 43 millió katonát állított ki, ami körülbelül megfelelt a háború előtti munkaképes férfi lakosságuk egyharmadának. Az összes katona kétharmada már a szövetségesek seregeiben szolgált. 1940-41-ben a tengelyhatalmak még nagy létszámfölényben voltak, különösen, amíg Nagy-Britannia egyedül harcolt. A Szovjetunió elleni támadás azonban ezt a helyzetet is megfordította, majd az Egyesült Államok hadbalépése felgyorsította az arányok megváltozását. Ettől kezdve a szövetségesek minden fronton létszámfölényben voltak, 1944-ben már általában 2:1 arányban.
A fegyverzetek terén még nagyobb lett a szövetségesek fölénye. 1942–44 között a hadviselő felek üzemei elképesztő mennyiségű fegyvert gyártottak: többek között csaknem 50 millió automata kézifegyvert és géppuskát, több mint 2 millió tüzérségi löveget és aknavetőt, több mint 200 ezer tankot, több mint 400 ezer harci repülőt és csaknem 9000 nagyobb hadihajót. A szövetségesek minden kategóriában magasan vezették ezt a gyártási versenyt, általában 5:2 arányban, de például a géppisztolyok esetében 15:1 arányban. A szövetségesek harcosainak felszerelése tehát egészében véve ekkor már jobb volt, mint a tengelyhatalmaké.

### Méretek és fejlettség

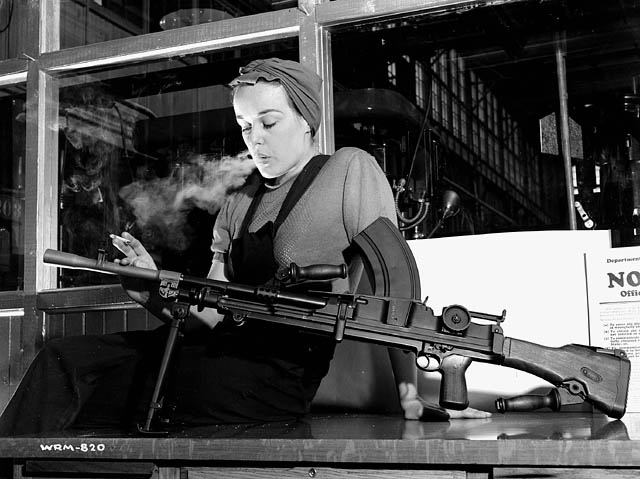
Kanadai munkásnő dohányzik egy elkészült Bren könnyű géppuska mellett

A háború előtti gazdasági fejlettség tekintetében a szövetségesek és a tengelyhatalmak fő országai (USA, Nagy-Britannia, Szovjetunió illetve Németország, Olaszország, Japán) között kisebb volt a különbség, mint a méretekben: 1,2:1-re tehető ez az arány. A szövetségesek gyenge láncszeme fejlettségi szempontból a Szovjetunió volt, és az első világháború történelmi tapasztalatai alapján valószínűnek is látszott az összeomlása a német csapások alatt. Erre azonban nem került sor, mivel a Szovjetunió mobilizálási képességei megfeleltek egy gazdaságilag sokkal fejlettebb országénak. 1942-től tartósan évente nemzeti jövedelmének mintegy 60%-át fordította a háború erőfeszítésekre, ami kissé ugyan elmaradt a német és a japán arányoktól, de az utóbbi gazdaságok csak később érték el a mozgósításnak ezt  magasabb fokát, amikor már reménytelen élet-halál harcot folytattak.
A gazdasági fejlettség jelentőségét jól mutatja Nagy-Britannia háborús erőfeszítéseinek alakulása. Ez az ország volt területileg és lakosságarányosan a legkisebb a fő szövetséges hatalmak között. Különlegesen magas fokú ipar és gazdasági nyitottság jellemezte, nagy mértékében támaszkodott az élelmiszerek és energiahordozók importjára. Ennek ellenére olyan sikeresen mozgósította gazdaságát, hogy nem omlott össze sem az élelmiszerellátás, sem az energiarendszer. A fejlett kereskedelem, közlekedés, közigazgatás révén sikerült felfuttatni a hazai élelmiszertermelést, megszervezni az elosztást, szabályozni az üzemanyagok felhasználását. Ebben természetesen nagy szerepet játszott, hogy a szigetország óriási erőfeszítések révén, de fenn tudta tartani tengeri külkereskedelmének minimumát a német tengeralattjáró-háború ellenére.
Hasonlóképpen a gazdasági fejlettség elsődlegességét mutatják azok az adatok, amelyek szerint Németország sokkal nagyobb mértékben tudta hasznosítani gazdaságilag a nyugat-európai hódításait, mint a keletieket, pedig Hitler egyik legfőbb háborús célja a keleti élettér, a keleti mezőgazdasági és nyersanyagforrások megszerzése volt. Az elfoglalt Franciaország ugyanannyi élelmiszert szállított Németországnak, mint a hatalmas megszállt szovjet területek, és emellett még nagy mennyiségű iparcikket is. A német megszállók a nemzeti jövedelem 30-40%-át ki tudták szivattyúzni Franciaországból, Hollandiából, Norvégiából és a cseh területekről, ezzel szemben csak csekély zsákmányhoz jutottak a szegény keleti területeken.
A szövetségesek előnyére szolgált a rendelkezésükre álló erőforrások kombinálása, a szorosabb együttműködés is. A fejlett amerikai ipar és mezőgazdaság nagyobb mértékben járult hozzá a győzelemhez, viszont a Szovjetunió sokkal több katonát küldött a frontra a németek ellenében. A tengelyhatalmak ezzel szemben túlnyomórészt önállóan vívták harcukat és csak saját erőforrásaikra támaszkodtak.

### Mozgósítás
Az erőforrások mobilizálása, a széles értelemben vett mozgósítás különösen nagy jelentőségű volt a háború kezdeti szakaszában, valamint a keleti fronton. A támadásra készülő tengelyhatalmak hajtották végre először a gazdasági mozgósítást. Amikor első sikereik elillantak, folytatták gazdasági erőforrásaik katonai célokra történő összpontosítását a lényegesen nagyobb gazdasági erővel rendelkező ellenfeleikkel folytatott reménytelen harcban.
A szovjetek ugyancsak már a háború előtt mozgósították gazdaságukat egy várható agresszióval szemben, a nyugati szövetségesek azonban csak akkor nyúltak ehhez az eszközhöz, amikor már kétségtelenné vált a háború elkerülhetetlensége. A nyugati szövetségesek számára a gazdasági mobilizáció kevésbé volt sürgős és életfontosságú, mivel gazdasági fölényük hatalmas volt. A Szovjetunió számára viszont a gazdaság teljes erejének mozgósítása elengedhetetlen volt a vereség elkerülése érdekében. A kisebb tengelyhatalmak esetében a háború végkimenetele szempontjából a mozgósításnak nem volt igazán jelentősége; Olaszország erőforrásainak csak 20%-át tudta a katonai célokra összpontosítani, míg Japán a háború vége felé már 70%-ot, de ez a különbség csak a vereség bekövetkeztének idejében mutatkozott meg.

### Mennyiség és minőség
A háborút kirobbantó tengelyhatalmak katonai minősége a háború elején kétségtelenül jóval magasabb volt a szövetségesekénél, erre alapozva vállalkozhattak csak a gazdaságilag jóval erősebb ellenfeleik megtámadására. A gyors győzelmüket alapvetően az akadályozta meg, hogy sem London az angliai csata idején, sem Moszkva a moszkvai csata során, sem Washington a Pearl Harbor elleni japán támadás után nem tört meg, hanem a vártnál jóval keményebb ellenállást tanúsított és ezzel időt nyert anyagi fölényének kidomborítására. A tengelyhatalmak katonai erejének minősége ettől kezdve már csak a háború elnyújtására volt elegendő.

### A szemben álló felek bruttó hazai termékének (GDP) arányai a háború éveiben

Az adatok milliárd nemzetközi dollárban, 1990. évi értékben vannak számítva. A grafikon a táblázat adatait ábrázolja más formában.
| Ország                        | 1938 | 1939 | 1940 | 1941 | 1942 | 1943 | 1944 | 1945 |
| ----------------------------- | ---- | ---- | ---- | ---- | ---- | ---- | ---- | ---- |
| Ausztria                      | 24   | 27   | 27   | 29   | 27   | 28   | 29   | 12   |
| Franciaország                 | 186  | 199  | 164  | 130  | 116  | 110  | 93   | 101  |
| Németország                   | 351  | 384  | 387  | 412  | 417  | 426  | 437  | 310  |
| Olaszország                   | 141  | 151  | 147  | 144  | 145  | 137  | 117  | 92   |
| Japán                         | 169  | 184  | 192  | 196  | 197  | 194  | 189  | 144  |
| Szovjetunió                   | 359  | 366  | 417  | 359  | 274  | 305  | 362  | 343  |
| Nagy-Britannia                | 284  | 287  | 316  | 344  | 353  | 361  | 346  | 331  |
| USA                           | 800  | 869  | 943  | 1094 | 1235 | 1399 | 1499 | 1474 |
| Szövetségesek összesen        | 1629 | 1600 | 1331 | 1596 | 1862 | 2065 | 2363 | 2341 |
| Tengelyhatalmak összesen      | 685  | 746  | 845  | 911  | 902  | 895  | 826  | 466  |
| Szövetségesek/Tengelyhatalmak | 2,38 | 2,15 | 1,58 | 1,75 | 2,06 | 2,31 | 2,86 | 5,02 |

### Lőszergyártás
| Country/Alliance         | Év            | Év   | Év   | Év   | Év   | Év   | Év               |
| Country/Alliance         | Átlag 1935-39 | 1940 | 1941 | 1942 | 1943 | 1944 | Összesen 1939–44 |
| ------------------------ | ------------- | ---- | ---- | ---- | ---- | ---- | ---------------- |
| U.S.A.                   | 0,3           | 1,5  | 4,5  | 20,0 | 38,0 | 42,0 | 106,3            |
| Nagy-Britannia           | 0,5           | 3,5  | 6,5  | 9,0  | 11,0 | 11,0 | 41,5             |
| Szovjetunió              | 1,6           | 5,0  | 8,5  | 11,5 | 14,0 | 16,0 | 56,6             |
| Szövetségesek összesen   | 2,4           | 10,0 | 20,0 | 41,5 | 64,5 | 70,5 | 204,4            |
| Németország              | 2,4           | 6,0  | 6,0  | 8,5  | 13,5 | 17,0 | 53,4             |
| Japán                    | 0,4           | 1,0  | 2,0  | 3,0  | 4,5  | 6,0  | 16,9             |
| Tengelyhatalmak összesen | 2,8           | 7,0  | 8,0  | 11,5 | 18,0 | 23,0 | 70,3             |

Source: Goldsmith data in Harrison (1988) p. 172

## Németország

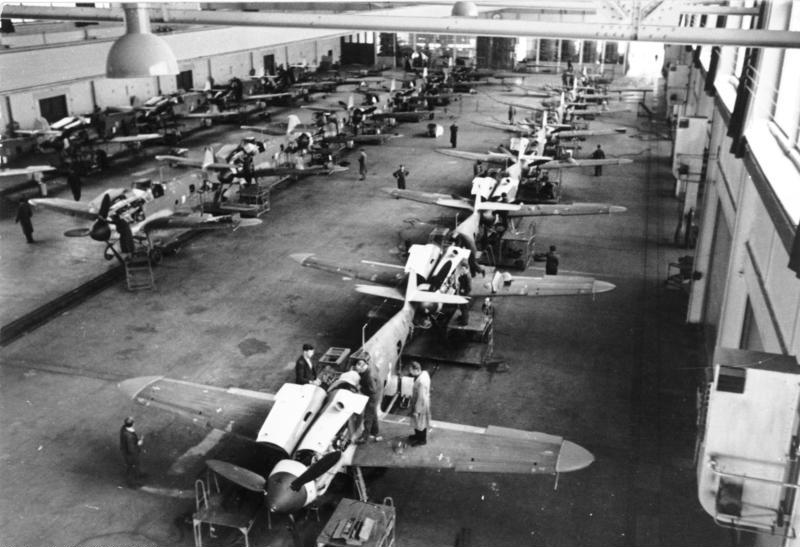
Messerschmitt gépek gyártása 1943-ban

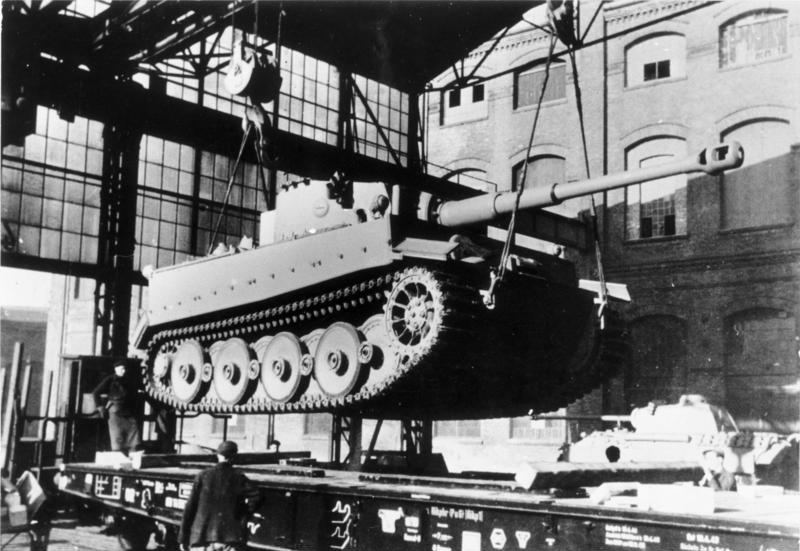
Elkészült Tigris harckocsi lekerül a gyártósorról Kasselben

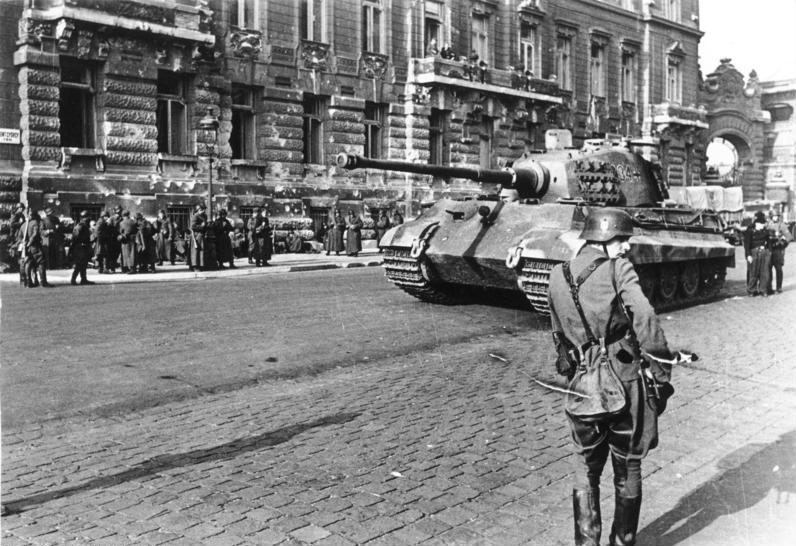
Német Királytigris a budai várban a nyilaspuccs idején

Adolf Hitler hatalomra jutása után a náci Németország fokozatosan minden erőforrását egy elkövetkező háború felé fordította. A náci párt gazdasági programját Hjalmar Schacht dolgozta ki, és 30-as években egy ideig ő is irányította. Szigorú devizagazdálkodáson alapuló külkereskedelmi politikát vezetett be, ami a délkelet-európai irányba terelte a német vállalatokat. 1936-tól a gazdaság irányítását Hermann Göring vette a kezébe, aki négy éves tervet indított immár kimondottan a fegyverkezés és a háborúhoz szükséges nyersanyagok biztosítása jegyében, amikből hatalmas készleteket halmoztak fel. Stratégiai megfontolásból az ország iparát igyekeztek a Ruhr-vidékről az ország más területeire is szétszórni.
A háború első éveiben már Fritz Todt volt a hadigazdálkodás vezetője, aki az állami intézményeken keresztül sikeresen hangolta össze a háborús célokkal a tőkések profitérdekeit. A korai felkészülés eredményeképpen a német hadigazdaság a háború elején nyomasztó fölényben állt ellenfeleivel szemben. Nehézipari termelését csak az Egyesült Államoké haladta meg. Ez sem változtatott azonban azon, hogy az ország csak rövid háborúra lehetett képes: erőforrásai, nyersanyag- és embertartalékai tekintetében a Brit Birodalommal sem versenyezhetett, még kevésbé az Egyesült Államokkal vagy a Szovjetunióval.
A háború első szakaszában Németország hatalmas európai katonai győzelmei az ország gazdasági lehetőségeit erőteljesen tovább növelték. A megszállt országokból befolyó forrásokból fedezték a hadikiadások mintegy felét, ezzel biztosítani lehetett a hadigazdálkodás maximális szinten tartását jelentősebb hazai infláció és a német életszínvonal romlása nélkül. Szigorú ár- és bérstopot, jegyrendszert vezettek be, de a fejadagok viszonylag magasak voltak, és az elfoglalt területek kirablása lehetővé tette, hogy az ország elkerülje az első világháború idején kialakult háborús nyomort.
1939–40-ben még Németország fegyvergyártása volt a legnagyobb a világon. 1939-ben 2000 tankot és 5000 repülőt, 1941-ben már 5000 tankot és 12 400 repülőgépet gyártottak.

A Szovjetunió megtámadásától a német vezetés azt várta, hogy az ország kimeríthetetlen nyersanyagkincsei a birtokukba kerülnek. 

„Ha rendelkezésünkre fog állni az Ural mérhetetlen nyersanyaggazdagságával, ha a szibériai erdők és Ukrajna búzaföldjei Németországhoz fognak tartozni, akkor hazánkban rendkívüli bőség fog uralkodni.”

– Hitler a háború előtt

 A moszkvai vereség után azonban a gazdálkodást át kellett alakítani egy hosszú háború követelményeinek megfelelően. Todt halála után a hadigazdaság irányítását Albert Speer vette át.
A német hadigazdaság legnagyobb problémája a munkaerőhiány volt. Az 1939-es összesen 39,4 millió német munkavállaló közül 24,5 millió volt a férfi; az ő számuk 1944-re 12,4 millióra csökkent a bevonulások és a háborús veszteségek miatt. A nemi szerepekre vonatkozó náci elmélet, a Kinder, Küche, Kirche gondolat (Gyermekek, konyha, templom) jegyében a nők munkába állását nem szorgalmazták; a dolgozó nők létszáma az 1939-es 14,6 millió körül mozgott az egész háború alatt. A munkaerőhiányt csak a megszállt országokban folytatott, nagyrészt erőszakos toborzással, illetve a hadifoglyok rabszolgamunkájával tudták enyhíteni. Az idegen dolgozók száma 1944 szeptemberére elérte a 7,5 milliót, de az összlétszám így is csaknem 4 millióval maradt el az 1939-es mögött.
A német gazdaság teljesítménye 1943-ra csúcsokat döntögetett: a széntermelés 30%-kal, az acéltermelés 50%-kal haladta meg a háborút megelőző szintet. A kőolajtermelés elérte a 2 millió tonnát, a műbenzin termelése pedig megkétszereződött, 4 millió tonnára. A semleges országok a szükséges nyersanyagok nagy részét biztosították szállításaikkal, például Törökország krómot, Svédország vasércet, Spanyolország wolframot szállított.
A fegyvergyártásban nem csak mennyiségi, hanem óriási minőségi fejlesztésre is sor került. A gyártott harckocsik száma 1942-ben már 9395 volt, ami 1944-re 27 300-ra emelkedett, és megjelentek az olyan új típusok, mint a Tigris, a Párduc és a Királytigris, félelmetes 88 mm-es lövegeikkel. A lövegek gyártása összességében az 1941-es 7000-ről 1944-re 44 000 darabra emelkedett. Hasonló ütemben nőtt a gyalogsági fegyverek termelése is.
A német repülőgépgyártás 1941-től 1944-ig megháromszorozódott, 12 400 darabról 37 950-re emelkedett, de a háború elején még félelmetes hírű német légierő tekintélye az angliai csata után csökkent. A német gépek hatósugara csekély volt, nem viselték jól sem az orosz telet, sem az afrikai hőséget. A gyártók túlzottan konkuráltak, a légierő megrendelései pedig ellentmondásosak voltak: ingadoztak a gyorsaság, a teherbírás, a fegyverzet prioritásai, illetve a vadászok és a bombázók között.
Az angolszász légierő 1943-tól tömegessé váló bombatámadásai a védelmi intézkedések (üzemek áttelepítése, a termelés föld alá vitele) eredményeképpen csak 1944 őszétől tudták elérni a német haditermelés csökkenését, a hadigazdaság végleges összeomlása pedig csak 1945 tavaszán következett be, amikor a szövetséges haderők már keleten és nyugaton is átlépték a német határokat.
Egészében véve a német hadigazdaság a háború éveiben jól teljesített, de korlátait nem tudta átlépni. Az Egyesült Államok, Nagy-Britannia és a Szovjetunió hadigazdaságai, kiépülésük után, egyesével is képesek lettek volna szembeszállni a német gazdasággal, együtt pedig túlnyomó fölényben voltak.

## Egyesült Királyság

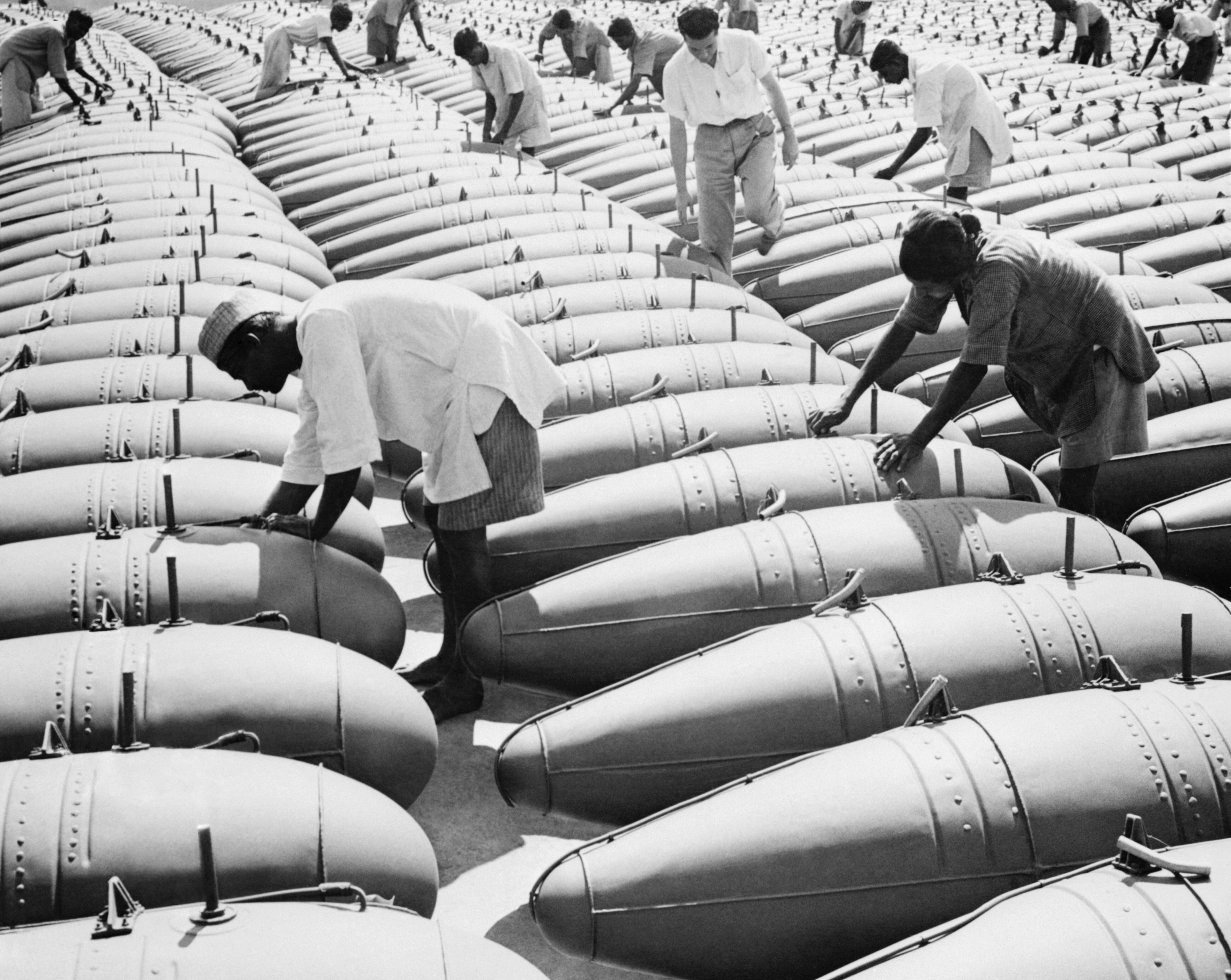
Repülőgépek üzemanyag-póttartályainak minőség-ellenőrzése egy indiai gyárban

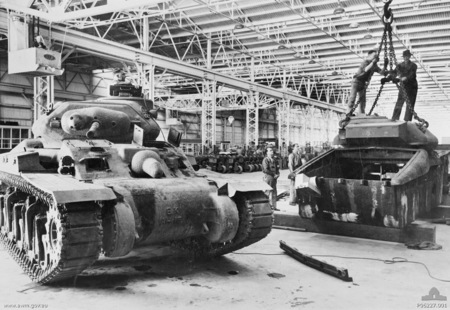
AC1 Sentinel harckocsik összeszerelése Ausztráliában

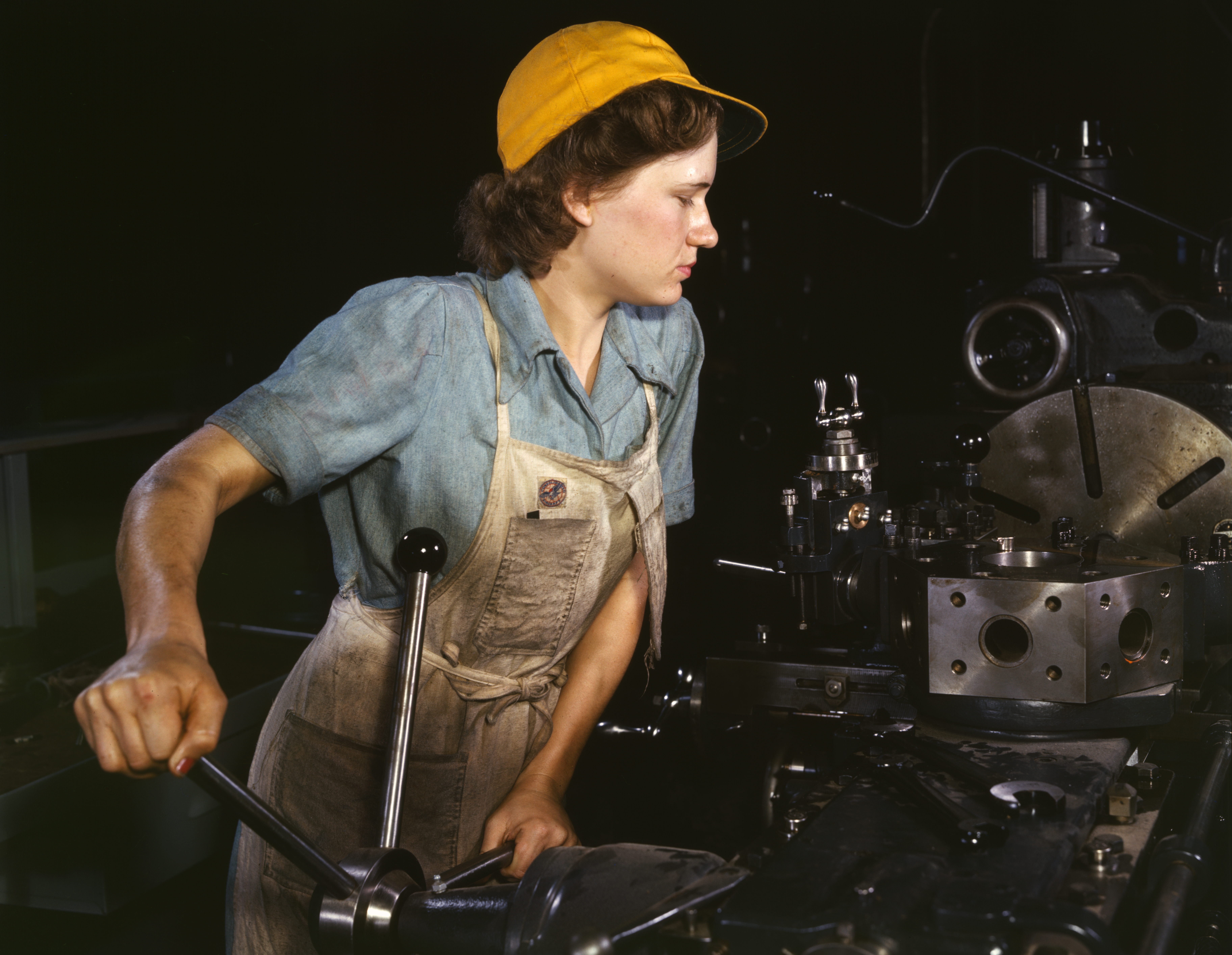
Amerikai nő szerszámgép mellett 1942-ben

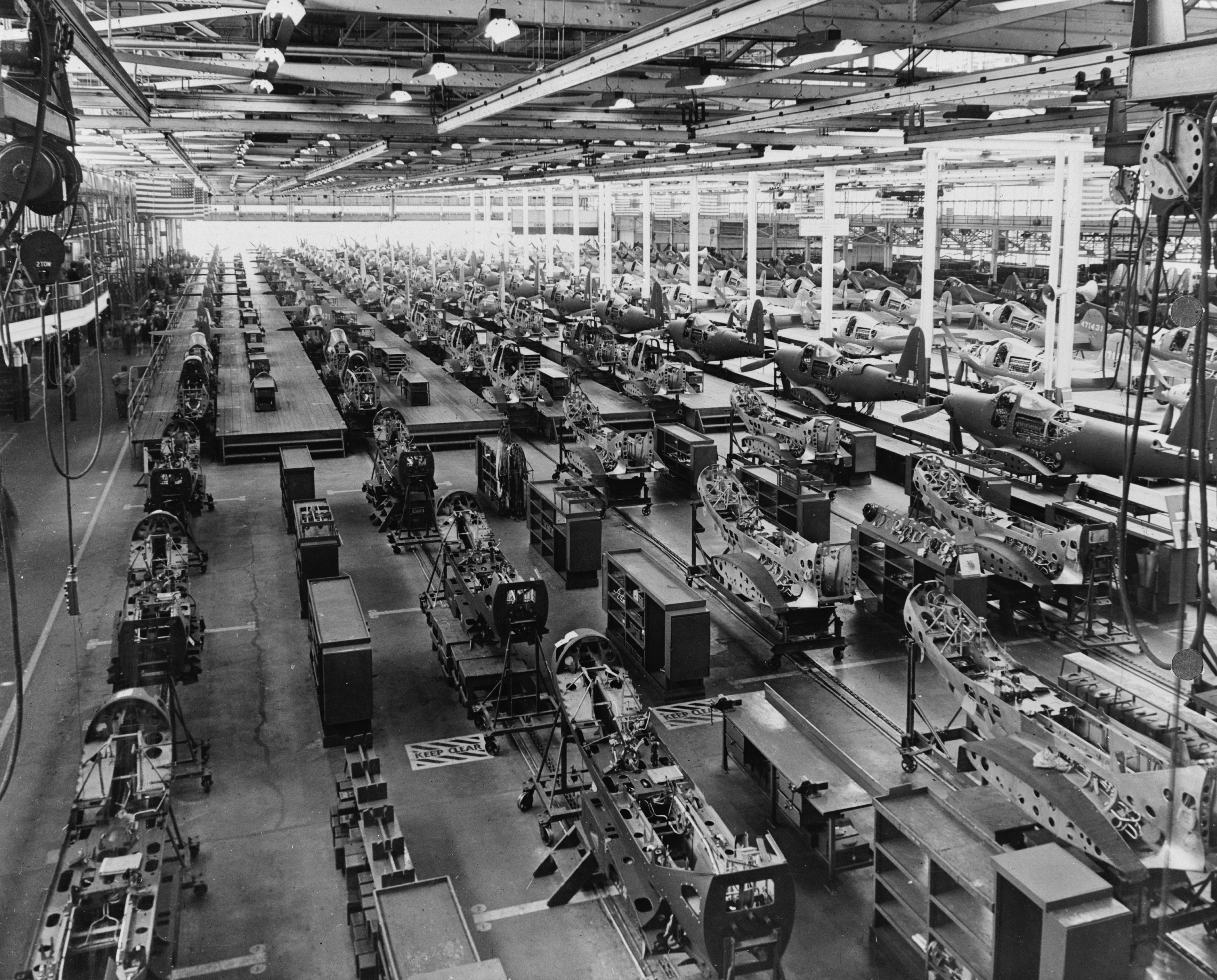
A híres P–39 Airacobra vadászgépek összeszerelő üzeme Niagara Fallsban

Nagy-Britannia gazdasága a Németországgal szemben folytatott békéltető politika nyomán gyakorlatilag felkészületlenül lépett a háborúba. A müncheni egyezmény idején az angol nemzeti jövedelem mindössze 7%-át fordították védelmi célokra. Neville Chamberlain miniszterelnök a háború kitörésekor azt irányozta elő, hogy három év alatt kell felfuttatni a hadiipari termelést. Ehhez képest az ország egy év múlva már végveszélybe került.
Churchill miniszterelnöksége e téren is fordulatot hozott. Hat hónap alatt kétmillióval növekedett a hadiiparban dolgozók száma, az ország lakosságának 40%-a vagy katona lett, vagy az iparban dolgozott. Az importfüggőség csökkentésére 2,8 millió hektárt területet vontak művelés alá, a gabonatermelést megkétszerezték.
A legválságosabb időszakon nagyrészt az amerikai támogatás segítette át az országot. A kölcsönbérleti törvény értelmében az Egyedült Államok 1941-ben többek között 1000 harckocsit, 5194 repülőgépet, 1942-ben már 4389 tankot és 6847 repülőt szállított Angliának, gyakorlatilag térítésmentesen. Az ebben a keretben szállított hadianyagok és élelmiszerek összértéke meghaladta a 30 milliárd dollárt.
Az angol ipar minden módon igyekezett fokozni a hadianyagok termelését. A háborús egységkormány, amelyben a Munkáspárt is részt vett, a neves liberális közgazdász által kidolgozott Beveridge-terv alapján kiterjesztette a társadalombiztosítást a hadigazdálkodásban erejét végsőkig megfeszítő munkásság részére. Ezek a szociális vívmányok később a jóléti társadalom egyik alapját képezték.
A hatalmas erőfeszítések fokozatosan meghozták eredményüket. Az 1939-ben gyártott 969 harckocsival szemben 1943-ban már 8611 darabot állítottak elő; az 1939-es 3739 repülőgéppel szemben 1944-re elérték a havi 2000 darab gyártását. Komoly tudományos eredményeket is a háborús célok szolgálatába tudtak állítani, mint például a rádiólokátor fejlesztését.
A munkaerőhiány azonban nagy gond maradt. 1943-ra bevezették a nők egy részének munkakötelezettségét is. Mintegy 2 millió nőt mozgósítottak, közülük fél millió a hadseregben szolgált. A férfiak azonban így is hiányoztak a hadiiparból, mivel nagy részük a hadseregben szolgált, aminek létszáma megtízszereződött és elérte az öt millió főt. A brit ipar nehézségeit azonban ekkor már ellensúlyozta a felfutó amerikai gyártás.

## Szovjetunió

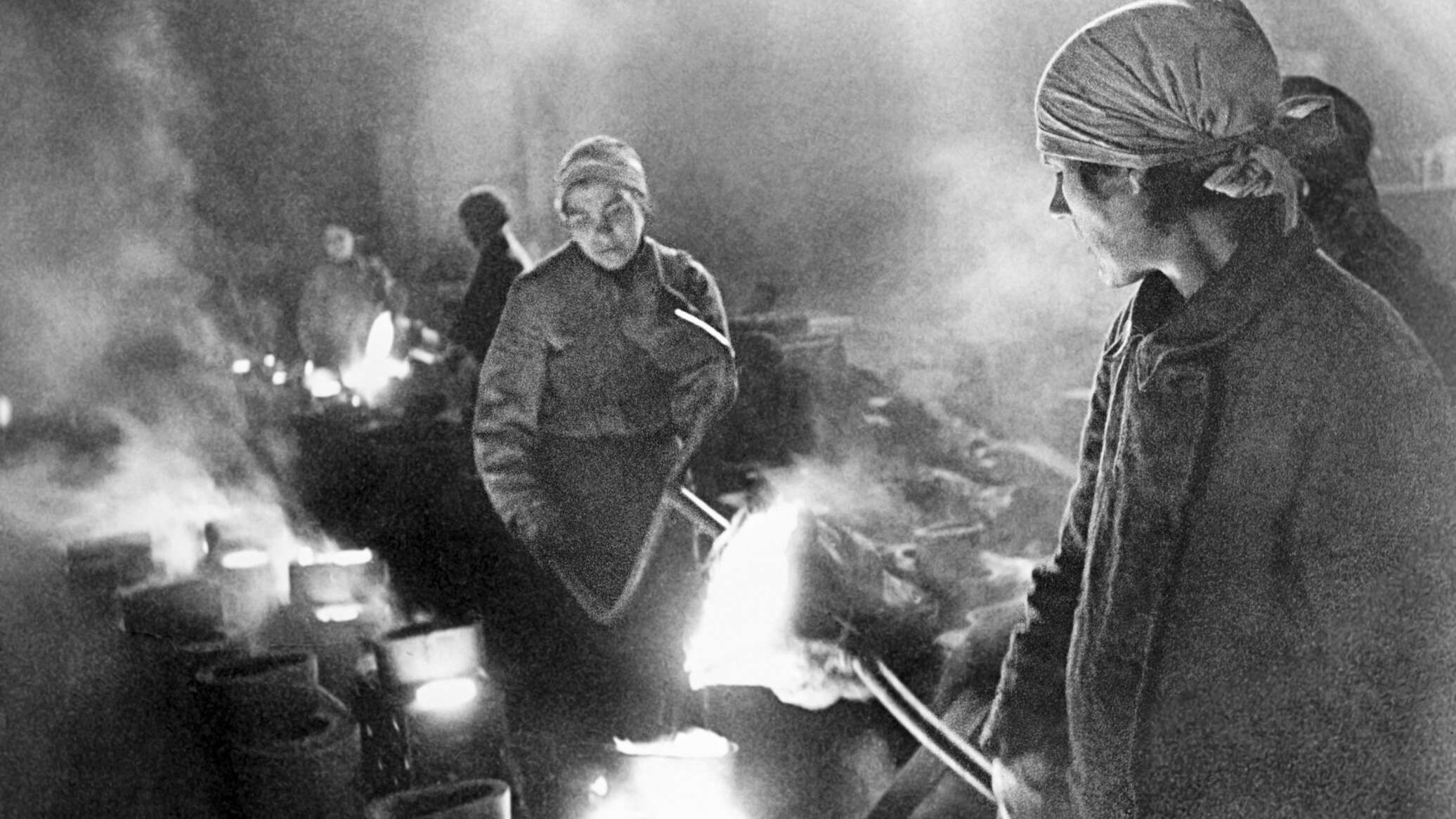
Orosz női öntőmunkások egy leningrádi gyárban az ostrom alatt

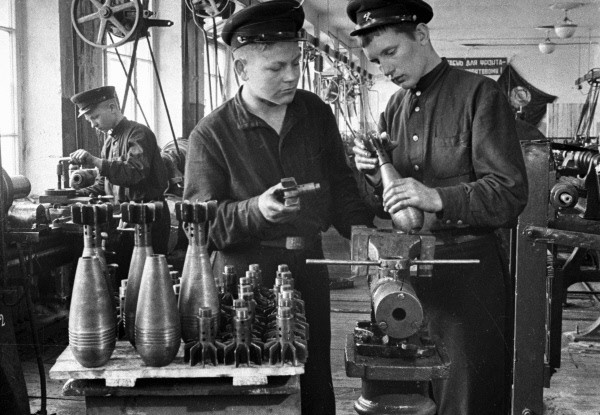
Szovjet ipari tanulók aknagránátot gyártanak

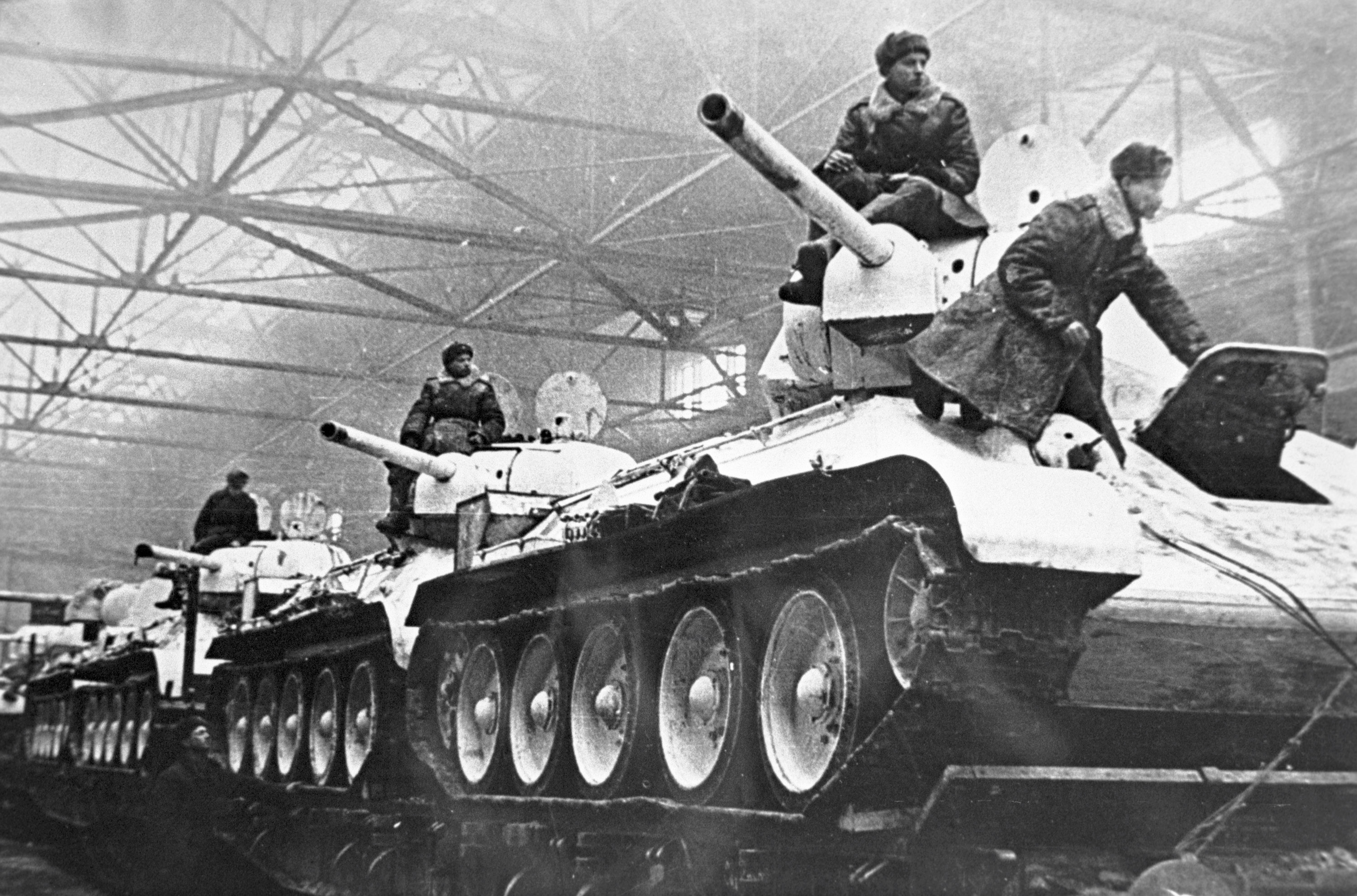
Elkészült T–34-esek indulnak a frontra az uráli gépgyárból 1942-ben

A szovjet gazdaság, különösen a nehézipar az 1930-as években rohamosan fejlődött, és ebben a lehetséges háború perspektívája mindig fontos szerepet játszott. A háború kitörésekor a Szovjetunió gazdasága már világviszonylatban is erősnek számított, azonban súlyos gondokkal is küzdött. A gyors iparosításra jellemző volt a szervezetlenség, a tapasztalatok hiánya. A sztálini nagy tisztogatás 1934 és 1940 között nem csak a hadsereg tisztikarát fejezte le, hanem a hadiipar vezetőit is sújtotta. Sztálin e hiányosságok tudatában az általa is elkerülhetetlennek vélt háború halasztásában volt érdekelt. Abban bízott, hogy a Molotov–Ribbentrop-paktum révén arra nem is kerül sor még néhány évig. A német támadás ezért nem csak a haderőt, hanem a hadigazdaságot is teljes meglepetésként érte, például éppen folyamatban volt az új modellekre való átállás a fegyvergyártás sok területén.
A szovjet kormány a június 22-i német támadás után csak 1941 augusztus 16-ra dolgozta ki hadigazdasági tervét. ami már számolt a legfontosabb ipari üzemek áttelepítésével is az Urálba vagy azon túlra. A villámgyors német előretörés azonban ezt az első tervet nagyrészt meghiúsította. A németek által elfoglalt területek a szén, acél, alumínium termelésének több mint felét adták. A szovjet ipar termelése 1941 végére 55%-kal csökkent. Az év utolsó két hónapja a gazdaság terén is élet-halál harcot jelentett. hivatkozza  Az Állami Védelmi Bizottság irányításával, N. A. Voznyeszenszkij vezetésével három hónap alatt 1360 nagyvállalatot és dolgozóik millióit telepítették át másfél millió vagonban az Urál vidékére, Nyugat-Szibériába vagy Közép-Ázsiába. Amit nem lehetett leszerelni, azt igyekeztek lerombolni.
A háborúnak ebben a szakaszában óriási fontossága volt a kölcsönbérleti törvény keretében a Szovjetunió részére szállított amerikai, kisebb mértékben brit hadianyagnak. Összesen, a háború végéig mintegy 15 000 repülőgépet és csaknem 12 000 harckocsit kapott a Szovjetunió, és hatalmas jelentőségük volt a nyersanyagok (kőolaj, acél, réz, alumínium, gumi), mintegy félmillió teherautó és dzsip, és a 4,5 millió tonna élelmiszer szállításának is.
A szovjet hadiipar áthelyezése, az uráli termelés felfuttatása gyorsan haladt. Egy leningrádi harckocsigyár két héttel az új helyére érkezése után már működött. A háború előtti termelési szintet így is csak 1942 végére sikerült elérni. A fordulat 1943 elején következett be, amikor a keleti területeken működő hadiipar már teljes kapacitással működött. A harckocsigyártás az 1940-es 2799 darabról 1943-ra 24 ezerre, 1944-re 29 ezerre nőtt. Köztük egyre több volt a T–34-es, ami a világháború egyik legsikeresebb harckocsijának bizonyult. Hasonlóképpen ugrásszerűen növekedett a tüzérségi lövegek, a gyalogsági fegyverek, géppisztolyok, géppuskák gyártása. A Katyusa rakéta-sorozatvető félelmetes új fegyvertípusnak bizonyult a harctereken.
A hadiiparban nagy minőségi előrelépések is történtek. Egy sor új géptípust alkottak meg, mint az Il–2 csatarepülőt és az La–5 vadászgépet, ami már képes volt felvenni a versenyt a német Messerschmittekkel is. A háború alatt összesen 142 000 hadirepülőt állítottak elő.
A hadseregbe bevonultak pótlására több mint 7 millió fő új munkaerőt mozgósítottak, többségük nő vagy fiatalkorú volt. A munkások és alkalmazottak körében a nők arányszáma 38%-ról 53%-ra emelkedett.

## Egyesült Államok
Az Egyesült Államok a háború előtt csak néhány százezer fős hadsereggel és az ipari termelés 2%-ára rúgó hadiiparral rendelkezett. A Roosewelt által meghirdetett győzelmi program 1942-re már 60 000, 1943-ra 120 000 repülőgép, illetve 45 000 és 75 000 tank gyártását irányozta elő. 1942 áprilisában megalakult a War Manpower Commission, ami a 18–38 év közötti lakosságot katonai szolgálatra vagy a hadigazdaságban történő foglalkoztatásra vette igénybe. Befagyasztották a béreket, betiltották a sztrájkokat. 1942–43 folyamán az amerikai gazdaság óriási ütemben fokozta a hadianyagok gyártását, és képessé vált a tíz millió amerikai hadsereg mellett, a kölcsönbérleti szerződések keretében, Nagy-Britannia, a szabad franciák és a Szovjetunió támogatására is.
Kulcsfontosságú volt a tengeri szállító kapacitás növelése. Hónapok alatt megindult a teherhajók sorozatgyártása. 1942-ben 746, 1943-ban 2242, 1944-ben 2161 hajót bocsátottak vízre. A Liberty osztályú hajók gyártási idejét a kezdeti 30 hétről 7 hétre csökkentették. 1942 januárjától a háború végéig 28 millió tonna hajóteret állítottak elő, ami 33%-kal meghaladta az amerikai és a brit flotta háborús veszteségeit. 1945-re az Egyesült Államok megelőzte Nagy-Britanniát a kereskedelmi flotta nagysága terén is.
1941-ben az amerikai légierő még csak 9000 géppel rendelkezett, és az előző évi gyártás 2000 darab volt. A tömegtermelés beindítása után, 1942-ben mintegy 50 000, 1943-ban 85 000, 1944-ben 96 000 repülőgépet gyártottak. 1940-ben 346 harckocsit gyártottak, ezzel szemben 1941-ben 9000-et, 1942-ben 25 000-et, 1943-ban 30 000-et. 1944-ben már csökkenteni is lehetett a termelést.
A háborús évek az Egyesült Államok addigi történelmének egyik legnagyobb rövid távú gazdasági növekedését eredményezték. Ez azonban természetesen nem érződött az életszínvonalban, sőt az egy főre jutó fogyasztás 1945-ben elmaradt az 1941-estől, mivel a növekedést a kormány az adók 6%-os és az államadósság 5%-os emelésével finanszírozta. A munkanélküliség az 1940-es 14,6%-ról 1,9%-ra esett vissza, azaz gyakorlatilag számos ágazatban égető munkaerőhiány alakult ki. A munkaképes korú lakosság csaknem 20%-a a hadseregben szolgált. Pozitív jelenség volt viszont, hogy valamelyest csökkent a jövedelmek egyenlőtlensége.
1941-ben a kormányzati kiadások a GDP 30%-át tették ki. Ez az arány 1944-re 79%-ra nőtt. A fogyasztás aránya viszont 67%-ról 46%-ra, a beruházásoké 11%-ról 3%-ra csökkent. A háború végére az államadósság a GDP 120%-ára emelkedett. A fogyasztást a bérek ellenőrzésével, valamint a hadikötvények vásárlásának ösztönzésével is igyekeztek korlátozni. Szorgalmazták az élelmiszerrel való takarékoskodást, a saját célra történő élelmiszertermelést.
A hadigazdálkodásra történő átállás az Egyesült Államok fogyasztói piacán is addig példátlan korlátozó intézkedéseket eredményezett. A frontokon harcoló katonák ellátása érdekében – beleértve a kölcsönbérleti rendszerben exportált élelmiszereket is – jegyrendszert vezettek be szinte minden fogyasztási cikkre. Egyes termékek, így például a kerékpárok és a hűtőszekrények gyártását teljesen megtiltották annak érdekében, hogy a nyersanyagokat és a termelő kapacitásokat ne vonják el a hadiipar elől. Hiánycikk lett a mosógép, a villanybojler vagy az egyszerű vasaló is. A hadiipari szempontból fontos nyersanyagokat, mint a gumi, az acél, az alumínium, központilag osztották el. 1943-ban az amerikai autógyártás összesen 139 személygépkocsit adott el; gyártósorai katonai megrendeléseket teljesítettek. (1950-ben viszont az autógyárak éves termelése már 8 millió gépkocsi volt.)
Egészében véve az amerikai hadigazdaság a Németország elleni háború fegyverzetének 35%-át, a Japán elleni háborúénak 85%-át szállította.

### Latin-Amerika
Az Egyesült Államoknak a második világháború előtt, a Monroe-elv alapján folytatott évszázados politikája nyomán, óriási befolyása volt Latin-Amerikában. Gazdasága szorosan összefonódott a közép- és dél-amerikai országok nagy részének gazdaságával, ásványi nyersanyagok és mezőgazdasági termékek nagy tömegét szerezték be innen. A háború kitörésekor ezt természetesen igyekezett felhasználni a tengelyhatalmak ellen.
A háborúra készülődő Németország is igyekezett befolyást szerezni a nyugati féltekén, elsősorban a „jenki kizsákmányolás” hangoztatásával szerette volna az Egyesült Államok ellen hangolni ezeket az államokat, de Argentína kivételével kevés sikert ért el. Mexikó és Brazília már 1942-ben, Bolívia, Kolumbia 1943-ban, a többi állam zöme pedig 1945 tavaszán hadat üzent Németországnak.
Az Egyesült Államok a kölcsönbérleti törvény keretében is jelentős támogatást nyújtott ezeknek az országoknak, de még nagyobb jelentősége volt az észak-amerikai háborús konjunktúra hatásának. Szinte korlátlan kereslet támadt a chilei rézre, a perui ólomra, a venezuelai kőolajra. Óriási amerikai beruházások érkeztek, Mexikóban számos gyárat létesítettek, Brazíliában ekkor hozták létre az első kohászati kombinátot, és az ország ipari termelése a háború éveiben a négyszeresére emelkedett. Ekkor épült meg a Pánamerikai főútvonal első, stratégiailag legfontosabb, a Panama-csatornáig tartó szakasza, az Inter-American Highway.

## Magyarország

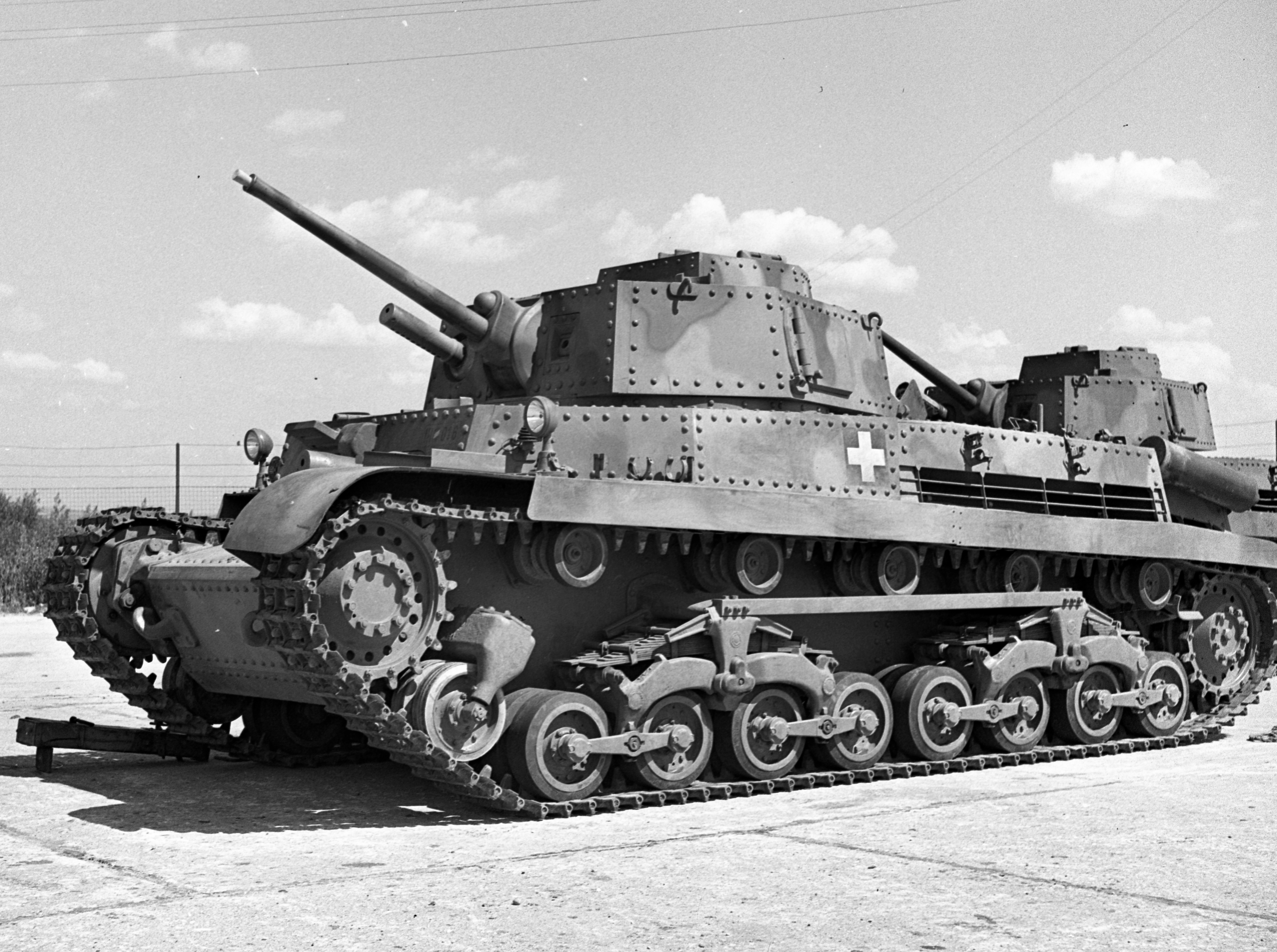
Turán típusú magyar harckocsi

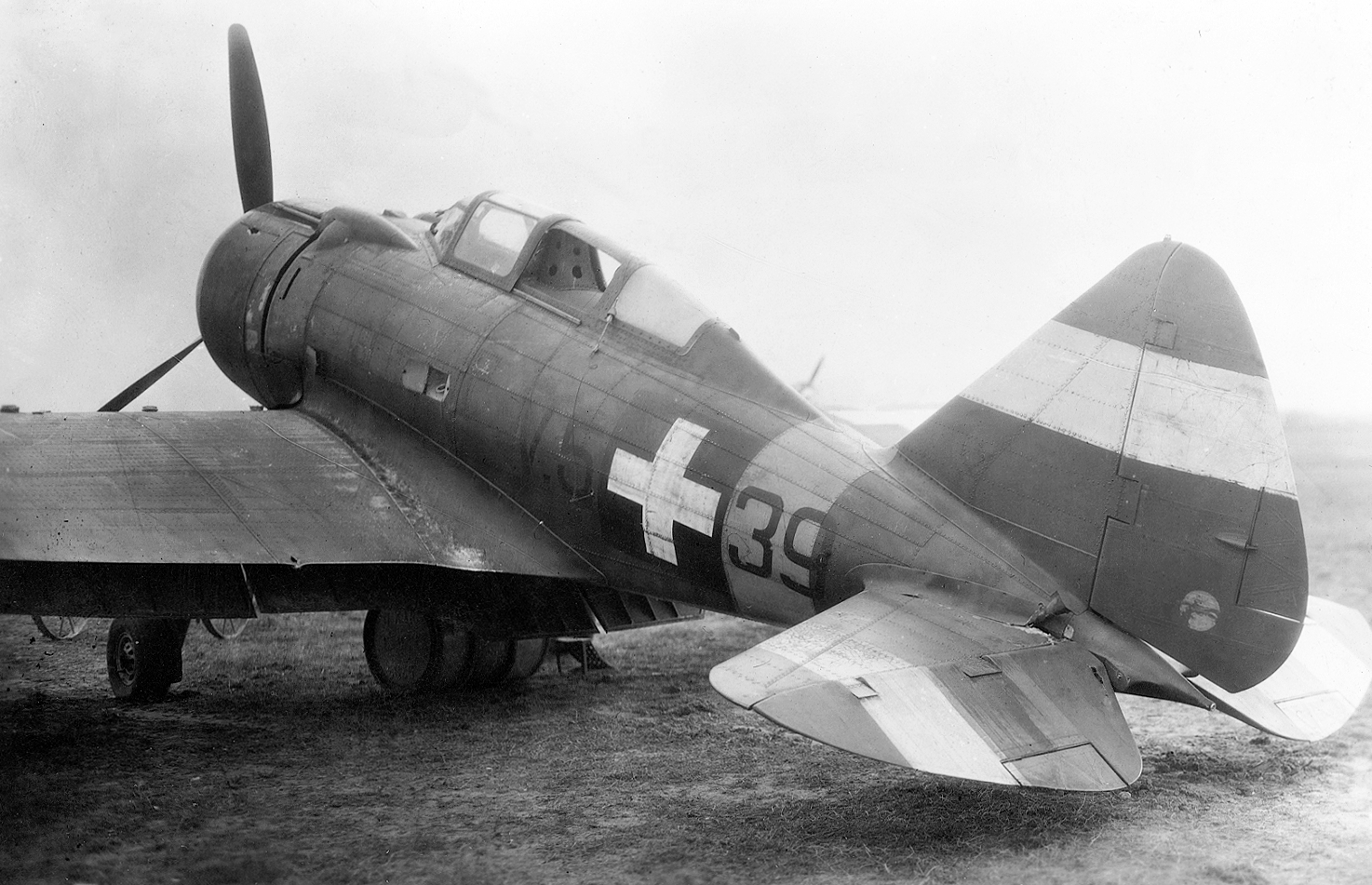
MÁVAG Héja II magyar vadászgép

A második világháborús magyar hadigazdaság alapjait az 1938-ban elfogadott győri program teremtette meg. Ez a magyar viszonylatban nagyszabású hadfelszerelési program egymilliárd pengőt irányzott elő egy egyszeri maximális erőkifejtésre kész, 107 000 fős béke- és 150 000 fős hadilétszámú, megfelelő gépesítettségű és légierővel is rendelkező hadsereg felállítására 1940 végi határidővel. A „Huba I.” fedőnevű hadrend felszerelését majd 1941-től követte volna a „Huba II. és III.” hadrendek kiépítése.
Az események felgyorsulása nyilvánvalóvá tette, hogy a program kibővítése, meggyorsítása feltétlenül szükséges. Az első bécsi döntés, majd Kárpátalja visszafoglalása, valamint a világháború kitörése és az erdélyi revízió előtérbe kerülése akcióképes, nagyobb létszámú hadsereget követelt meg. Az új követelmények szerint az öt évre tervezett programot kibővítve, és már 1940 végéig be kellett fejezni. Szükségessé vált az ipari kapacitás további bővítése, a nyersanyagimport növelése, a beruházási hitel jelentős kibővítése.
A háború utáni „új rendről” alkotott német nézetek azonban nyugtalanságot is keltettek magyar tőkés körökben. Ezek szerint a magyar iparra visszafejlesztés várt volna, a német érdek a magyar mezőgazdasági termelés fokozása volt. Emiatt nem is kívánták támogatni a magyar hadiipart. A fontos fegyverzetek, repülőgépek gyártási jogának átadását legtöbbször megtagadták, még a számukra elavult hadianyagok licencének átadását is kemény feltételekhez kötötték. Nehézséget jelentett az alkatrészek, félgyártmányok, szerszámgépek beszerzése is Németországból. A német szállítások megvalósítását gyakran használták a politikai és gazdasági zsarolás eszközéül.
A nyersanyagok beszerzése nehézségekbe ütközött 1940-től. A brit tengeri blokád hatására lassan lezárult a tengerentúli beszerzés lehetősége. A nyersanyaghiány elsősorban páncélosok és repülők gyártásának okozott nehezen áthidalható nehézségeket. Ennek ellenére az ipar, ha nem is a honvédség által kívánt ütemben, de teljesítette az elé állított fő feladatokat. A hadiipar részesedése az ország ipari termeléséből az 1939-es 5,5%-ról egy év alatt 9,1%-ra emelkedett. A gépgyártás az 1939-es 19%-os ágazati részesedését 1940-re a harc- és gépjárműgyártás fellendülése következtében 40,0%-ra növelte. Az iparág 1939-ben 145, 1940-ben 347,3 millió pengővel részesedett a két éves, összesen 787,0 milliós védelmi megrendelésekből.
A Legfelső Honvédelmi Tanács 1939 decemberében elfogadta a „Huba” hadrend továbbfejlesztésének tervét. A „Huba II.” hadrend céljára 430 milliót
kapott a hadsereg. A német páncélosok beszerzése meghiúsult, a magyar harckocsigyártás fejlesztése, a Turán harckocsik gyártása maradt az egyetlen járható út. Az Erdéllyel kapcsolatos hosszas mozgósítás, majd a bevonulás költségei tovább növelték a kiadásokat.
1941-től a hadbalépő hadsereg kiadásainak emelkedése szinte követhetetlenné vált. Már a háború korai tapasztalatai bizonyították, hogy a honvédség fegyverzete nem felel meg a követelményeknek, ezért a modernizálást magasabb szinten kell folytatni, még akkor is, ha ez csak az egész nemzetgazdaság erőfeszítései révén lehetséges. A háború előrehaladtával Szombathelyi Ferenc vezetése, különösen a Magyar 2. hadsereg súlyos veresége után, már az erők megőrzését, a veszteségek pótlását tűzte ki célul. A megmaradt magyar erőknek a háborútól való távoltartására, új csapatok felszerelésére törekedtek azzal, hogy a háború befejezését követően tevőlegesen állhassanak a magyar kormány rendelkezésére. Ez 1942-43-ban a magyar hadiipar termelés olyan mértékű növelését tette volna szükségessé, amely a jelentős eredmények mellett sem volt végül lehetséges. A magyar hadiipar és gazdaság 1943-ban elérkezett teljesítőképessége maximumához. A meglévő gyárak kapacitásának fejlesztése, új létesítmények, mint a Dunai Repülőgépgyár létrehozása mellett, igyekeztek minden alkalmas kis- és középüzemet is bevonni a haditermelésbe. Az 1942-43-as mozgósítási évre kiadott jegyzékben az 1939-es 757-tel szemben már 1370 hadiüzem szerepelt. Jelentős volt a minőségi fejlesztés is. A közös német-magyar repülőgépgyártás keretében megkezdték a Messerschmitt 109 és 210-es gépek gyártását is.
1943 végén a szükséges szerszámgépek importja is megtorpant, a német, svéd és svájci partnerek vonakodtak elfogadni a megrendeléseket, vállalásaikat növekvő késéssel teljesítették. A németek csak a közös repülőgépgyártást igyekeztek támogatni, egyre csökkenő eredménnyel. A termelés növekedésének akadályává vált Magyarországon is a munkaerőhiány. A második műszakban csak 75%-ban, a harmadikban pedig csak 40%-ban tudták kihasználni a meglévő kapacitást. A felhalmozott nyersanyagtartalékok fogytán voltak, utánpótlásuk sok területen lehetetlenné vált. Ugyanakkor a németek növekvő mértékben igényelték a magyar mezőgazdasági termékeket és magyar olajat is. Az 1941. évi 422 200 tonna magyar nyersolaj-termelés 1943-ra már 838 700 tonnára emelkedett, de a magyar hadsereg üzemanyag-gondokkal küzdött, mert a termelés döntő hányada Németországba került.
A magyar hadiipar így is figyelemre méltó eredményeket ért el. Az újonnan bevezetett harckocsik, repülőgépek, valamint más fegyverek paraméterei, minősége és alkalmazhatósága is általában megfelelt a követelményeknek.
| Páncélosok (Toldi, Turán, Nimród stb.)                   | 283     | 605     | 888     |
| Gépjárművek, vontatók                                    | 1914    | 3310    | 5224    |
| Lövegek                                                  | 495     | 3773    | 4268    |
| Gyalogsági fegyverek (puska, géppuska, géppisztoly, stb. | 173 518 | 419 174 | 592 692 |
| Repülőgép (Me 109, Me 210, Héja, Sólyom)                 | 128     | 928     | 1056    |

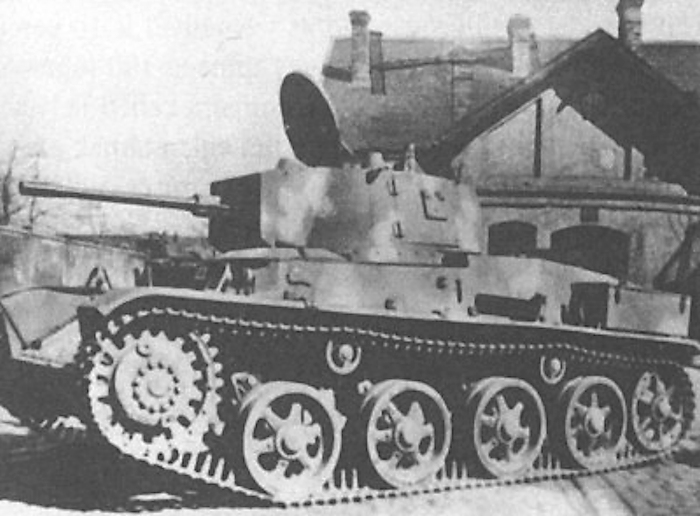
38M Toldi harckocsi

A kormány az 1941–44 közötti időszakban az ország pénzügyi erőforrásainak maximális, a gazdasági csődöt is előrevetítő felhasználásával igyekezett kielégíteni a hadsereg igényeit. A költségvetési, mozgósítási és beruházási hitelek egyaránt szinte korlátlanul nőttek. Az iparnak a részeredmények ellenére sem sikerült elérni a kitűzött célokat, így a hitelek összességének csak 56,5%-át vették igénybe. A háború végül gazdaságilag is meghaladta az ország erejét.

## Fordítás
- Ez a szócikk részben vagy egészben  a   Military production during World War II című angol Wikipédia-szócikk ezen változatának fordításán alapul.  Az eredeti cikk szerkesztőit annak laptörténete sorolja fel. Ez a jelzés csupán a megfogalmazás eredetét és a szerzői jogokat jelzi, nem szolgál a cikkben szereplő információk forrásmegjelöléseként.
- Ez a szócikk részben vagy egészben  a(z)   Военное производство во время Второй мировой войны című orosz Wikipédia-szócikk ezen változatának fordításán alapul.  Az eredeti cikk szerkesztőit annak laptörténete sorolja fel. Ez a jelzés csupán a megfogalmazás eredetét és a szerzői jogokat jelzi, nem szolgál a cikkben szereplő információk forrásmegjelöléseként.